# ماتياس كاجو
ماتياس كاجو (بالفرنسية: Mathias Chago)‏ (6 مارس 1983 بياوندي في الكاميرون - ) هو لاعب كرة قدم كاميروني في مركز الدفاع. شارك مع منتخب الكاميرون لكرة القدم. أما مع النوادي، فقد لعب مع نادي دينامو زغرب ونادي فولاد خوزستان ونادي لوكوموتيفا وNK Istra ‏ وريسينغ دي بافوسام ‏ وأولمبيك مفوليه ‏ ونادي ميتالاك ونادي إسترا 1961 وNK Metalac Osijek ‏.

## وصلات خارجية
- ماتياس كاجو على موقع الاتحاد الدولي (مؤرشف)  (الإنجليزية)
- ماتياس كاجو على موقع إي إس بي إن إف سي (الإنجليزية)
- ماتياس كاجو على موقع قاعدة بيانات كرة القدم.إي يو (الإنجليزية)
- ماتياس كاجو على موقع ناشيونال فوتبول تيمز (الإنجليزية)
- ماتياس كاجو على موقع Soccerbase.com (لاعب) (الإنجليزية)
- ماتياس كاجو على موقع Soccerway.com (الإنجليزية)
- ماتياس كاجو على موقع عالم كرة القدم.نت (الإنجليزية)